# Rž (gora)
Rž je 2538 metrov visoka gora v Julijskih Alpah, ki se nahaja ob vzhodnem vznožju Triglava, med Kredarico in Rjavino. Dostop do vrha je nezahteven in poteka preko označene poti med planinsko kočo na Kredarici (2514 m) in Staničevo kočo (2332 m).